# Gonam
A Gonam (felső szakaszán neve: Monam) (oroszul: Гонам, Гуонам, Монам) folyó Oroszország ázsiai részén, Jakutföldön; az Ucsur bal oldali mellékfolyója.

## Földrajz
Hossza: 686 km, vízgyűjtő területe: 55 600 km².
A Sztanovoj-hegyláncon, Jakutföld déli határa közelében ered és az Aldan-felföldön folyik északkeleti irányban. Esővíz és hóolvadék táplálja. Vízgyűjtő területén mintegy 1800 tó található.
Jelentősebb jobb oldali mellékfolyói: a Szutam (351 km) és az Algama (426 km).